# Trichaeta elongimacula
Trichaeta elongimacula är en fjärilsart som beskrevs av George Francis Hampson 1898. Trichaeta elongimacula ingår i släktet Trichaeta och familjen björnspinnare. Inga underarter finns listade i Catalogue of Life.